# Чемпионат России по плаванию 2000
Чемпионат России по плаванию 2000 года прошёл с 14 по 19 июня в СК «Олимпийский», Москва.

### Мужчины

#### 50 м вольный стиль
Александр Попов — 21,99

 Денис Пиманков — 23,01

 Андрей Капралов — 23,12
В дополнительном заплыве Александр Попов установил мировой рекорд — 21,64, побив результат американца Тома Джеггера десятилетней давности на 0,17 с.

#### 100 м вольный стиль
Александр Попов — 48,59

 Денис Пиманков — 50,31

 Леонид Хохлов — 50,72
Александр Попов в полуфинале показал второй результат в истории плавания — 48,27 (его мировой рекорд — 48,21).

#### 200 м вольный стиль
Андрей Капралов — 1.50,11

 Дмитрий Чернышев — 1.51,42

 Алексей Егоров — 1.51,74

#### 400 м вольный стиль
Алексей Филипец — 3.53,24

 Евгений Безрученко — 3.56,06

 Степан Ганзей — 3.57,11

#### 1500 м вольный стиль
Алексей Филипец — 15.07,76

 Алексей Ковригин — 15.19,22

 Евгений Безрученко — 15.23,32

#### 50 м на спине
Сергей Остапчук — 26,36

 Александр Шилин — 26,40

 Евгений Алешин — 26,51

#### 100 м на спине
Сергей Остапчук — 56,50

 Владимир Сельков — 56,99

 Евгений Алешин — 57,09

#### 200 м на спине
Сергей Остапчук — 2.00,19

 Владислав Аминов — 2.01,98

 Владимир Сельков — 2.02,06

#### 50 м брасс
Роман Ивановский — 28,80

 Арсений Маляров — 28,88

 Андрей Корнеев — 29,20

#### 100 м брасс
Роман Слуднов — 1.00,52

 Дмитрий Коморников — 1.01,92

 Роман Ивановский — 1.02,83

#### 200 м брасс
Роман Слуднов — 2.12,86

 Дмитрий Коморников — 2.14,92

 Андрей Иванов — 2.15,39

#### 50 м баттерфляй
Игорь Марченко — 24,38

 Сергей Блескин — 24,41

 Владислав Куликов — 24,64

#### 100 м баттерфляй
Анатолий Поляков — 53,41

 Игорь Марченко — 53,72

 Владислав Куликов — 53,83

#### 200 м баттерфляй
Анатолий Поляков — 1.57,31

 Денис Панкратов — 1.58,31

 Владимир Былинин — 2.00,41

#### 200 м комплексное плавание
Максим Михайлов — 2.05,32

 Игорь Смирнов — 2.06,96

 Артур Ахметов — 2.07,67

#### 400 м комплексное плавание
Алексей Ковригин — 4.25,34

 Алексей Белый — 4.30,75

 Максим Михайлов — 4.31,12

#### Эстафета 4 × 100 м вольный стиль
Омская область — 3.23,85

 Санкт-Петербург — 3.24,93

 Волгоградская область — 3.27,61

#### Эстафета 4 × 100 м комбинированная
Волгоград — 3.45,46

 Санкт-Петербург — 3.47,01

 Москва — 3.48,99

### Женщины

#### 50 м вольный стиль
Екатерина Кибало (Волгоградская область) — 26,15

 Марина Чепуркова — 26,29

 Инна Яицкая — 26,45

#### 100 м вольный стиль
Екатерина Кибало (Волгоградская область) — 57,13

 Марина Чепуркова — 57,34

 Инна Яицкая — 57,41

#### 200 м вольный стиль
Надежда Чемезова — 1.59,58

 Ирина Уфимцева — 2.01,50

 Юлия Фоменко — 2.02,09

#### 400 м вольный стиль
Надежда Чемизова — 4.11,48

 Ирина Уфимцева — 4.11,77

 Ирина Коровина — 4.17,82

#### 800 м вольный стиль
Ирина Уфимцева — 8.43,11

 Татьяна Михайлова — 8.46,57

 Ирина Коровина — 8.48,46

#### 50 м на спине
Екатерина Кибало (Волгоградская область) — 29,50 РР

 Ирина Раевская — 30,64

 Людмила Мамонтова — 30,79

#### 100 м на спине
Ирина Раевская — 1.03,97

 Станислава Комарова — 1.04,21

 Юлия Фоменко — 1.04,75

#### 200 м на спине
Ирина Раевская — 2.14,46

 Юлия Фоменко — 2.16,25

 Станислава Комарова — 2.16,44

#### 50 м брасс
Елена Богомазова — 32,73

 Евгения Алехина — 33,41

 Екатерина Кормачева — 33,45

#### 100 м брасс
Ольга Бакалдина (Волгоградская область) — 1.10,06

 Елена Богомазова — 1.10,36

 Екатерина Кабанова — 1.12,32

#### 200 м брасс
Ольга Бакалдина (Волгоградская область) — 2.26,45 РР

 Елена Богомазова — 2.30,00

 Александра Маланина — 2.32,79

#### 50 м баттерфляй
Инна Яицкая — 27,44

 Наталья Сутягина — 27,55

 Марина Соколова — 27,61

#### 100 м баттерфляй
Наталья Сутягина — 1.00,42

 Екатерина Виноградова — 1.00,74

 Марина Соколова — 1.01,68

#### 200 м баттерфляй
Екатерина Виноградова — 2.12,74

 Ирина Беспалова — 2.15,16

 Наталья Сутягина — 2.16,29

#### 200 м комплексное плавание
Оксана Веревка — 2.16,71

 Александра Зерцалова — 2.19,93

 Ксения Бражникова — 2.21,45

#### 400 м комплексное плавание
Оксана Веревка — 4.48,43

 Александра Зерцалова — 4.54,95

 Яна Толкачева — 4.59,79

#### Эстафета 4 × 100 м вольный стиль
Самарская область — 3.51,14

 Москва — 3.54,38

 Уральский регион — 3.55,64

#### Эстафета 4 × 200 м вольный стиль
Уральский регион — 8.18,53

 Москва — 8.25,11

 Волгоградская область — 8.34,05